# 패트리시아 파

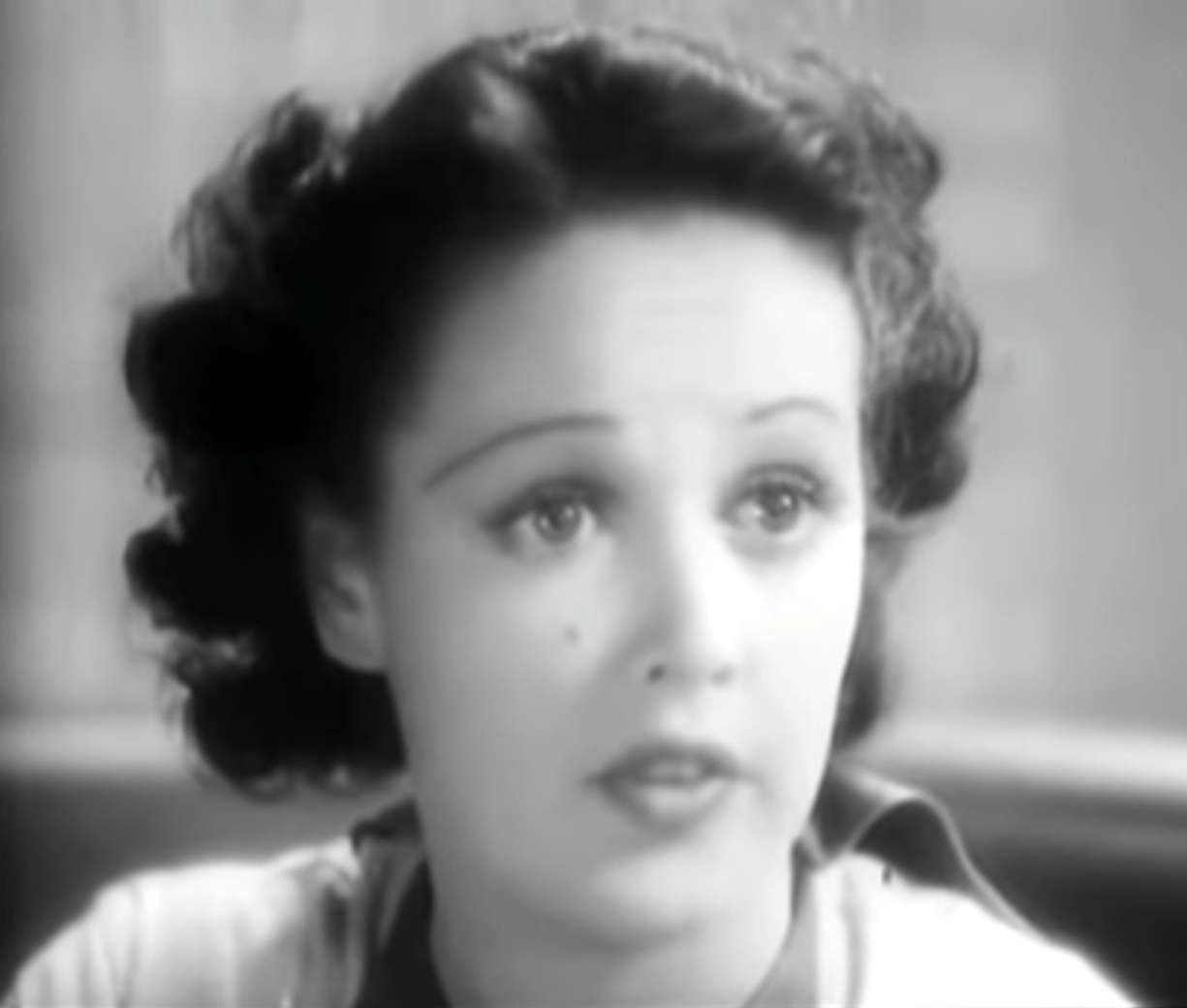

패트리시아 파(Patricia Farr, 1913년 1월 15일 ~ 1948년 2월 23일)는 미국의 배우, 영화배우이다.
캔자스시티에서 태어났으며 버뱅크에서 사망하였다. 사인은 췌장암이다.

## 영화
- 리비아 상륙작전 (1942년)
- 백주의 탈출 (1942년)
- 스미스 부부 (1941년)
- 메트로폴리탄 (1935년)
- 스탠드 업 앤 치어! (1934년)